# WISPA World Grand Prix Finals 2003/04
Die WISPA World Grand Prix Finals 2003/04 fanden vom 21. bis 25. April 2004 in Doha, Katar, statt. Die World Grand Prix Finals waren Teil der WSA World Tour 2003/04 und mit 61.750 US-Dollar dotiert.
Im Finale trafen die topgesetzte Cassie Jackman und Natalie Grinham aufeinander, welches Jackman mit 7:9, 9:2, 10:9, 3:9 und 9:6 für sich entschied.

## Ergebnisse

### Gruppe A

#### Tabelle
| Pos. | Setzliste | Spielerin       | Spiele | Sätze | Punkte |
| ---- | --------- | --------------- | ------ | ----- | ------ |
| 1    | 1         | Cassie Jackman  | 3:0    | 9:1   | 90:36  |
| 2    | 4         | Natalie Grinham | 2:1    | 7:5   | 83:76  |
| 3    | 5         | Linda Charman   | 1:2    | 5:7   | 71:87  |
| 4    | 8         | Tania Bailey    | 0:3    | 1:9   | 44:89  |

#### Ergebnisse
| Spielerin       | Spielerin       | Ergebnis                |
| --------------- | --------------- | ----------------------- |
| Cassie Jackman  | Linda Charman   | 9:0, 9:4, 9:2           |
| Natalie Grinham | Tania Bailey    | 9:1, 9:5, 9:4           |
| Cassie Jackman  | Natalie Grinham | 9:4, 9:6, 9:10, 9:1     |
| Linda Charman   | Tania Bailey    | 7:9, 9:3, 9:5, 10:8     |
| Cassie Jackman  | Tania Bailey    | 9:2, 9:4, 9:3           |
| Natalie Grinham | Linda Charman   | 6:9, 2:9, 9:7, 9:0, 9:5 |

### Gruppe B

#### Tabelle
| Pos. | Setzliste | Spielerin        | Spiele | Sätze | Punkte |
| ---- | --------- | ---------------- | ------ | ----- | ------ |
| 1    | 2         | Rachael Grinham  | 3:0    | 9:1   | 86:40  |
| 2    | 7         | Rebecca Macree   | 2:1    | 6:3   | 61:55  |
| 3    | 6         | Fiona Geaves     | 1:2    | 3:7   | 65:79  |
| 4    | 3         | Vanessa Atkinson | 0:3    | 2:9   | 53:91  |

#### Ergebnisse
| Spielerin       | Spielerin        | Ergebnis           |
| --------------- | ---------------- | ------------------ |
| Rachael Grinham | Fiona Geaves     | 9:5, 9:8, 9:2      |
| Rebecca Macree  | Vanessa Atkinson | 9:5, 9:4, 9:1      |
| Rachael Grinham | Vanessa Atkinson | 9:3, 9:0, 5:9, 9:6 |
| Rebecca Macree  | Fiona Geaves     | 9:7, 9:4, 9:7      |
| Rachael Grinham | Rebecca Macree   | 9:5, 9:0, 9:2      |
| Fiona Geaves    | Vanessa Atkinson | 9:8, 5:9, 9:3, 9:5 |

### Halbfinale
| Spielerin       | Spielerin       | Ergebnis       |
| --------------- | --------------- | -------------- |
| Cassie Jackman  | Rebecca Macree  | 9:4, 9:3, 9:1  |
| Rachael Grinham | Natalie Grinham | 8:10, 5:9, 3:9 |

### Finale
| Spielerin      | Spielerin       | Ergebnis                 |
| -------------- | --------------- | ------------------------ |
| Cassie Jackman | Natalie Grinham | 7:9, 9:2, 10:9, 3:9, 9:6 |